# Haven van San Sebastian

Vlag van de maritieme provincie San Sebastian

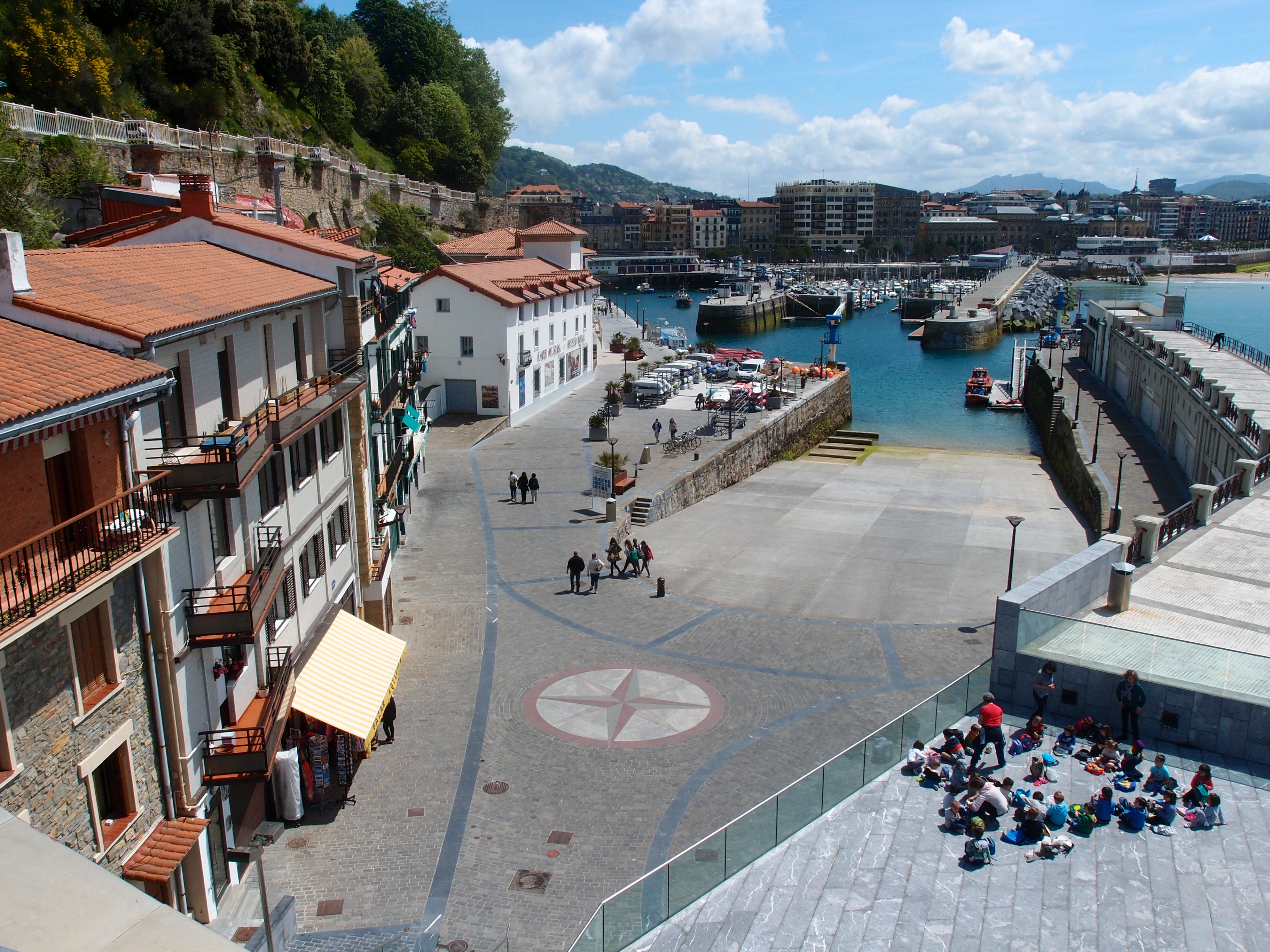
De haven van San Sebastian gezien vanaf het dak van het aquarium

De haven van San Sebastian is een kleine visserij- en plezierhaven in de Spaanse stad San Sebastian in de autonome gemeenschap Baskenland. De haven ligt in de baai La Concha, aan de voet van de heuvel Urgull, tegen de oude stad. De haven is op zijn huidige plek gebouwd in de tweede helft van de 15e eeuw. Het beschikt over twee dokken: een voor vissersschepen en een voor de pleziervaart. In de haven is ook het aquarium van San Sebastian gevestigd. 
In de agglomeratie San Sebastian en de provincie Gipuzkoa worden goederen verscheept in de natuurlijke haven van Pasaia, op zo'n 5 kilometer ten oosten van de stad. De havenautoriteiten van beide havens vallen onder de maritieme provincie San Sebastian. 